# Мушкарци (филм)
Мушкарци је југословенски филм из 1963. године.

## Улоге
| Глумац                   | Улога             |
| ------------------------ | ----------------- |
| Оливера Марковић         | Мира              |
| Слободан Перовић         | Жика              |
| Мија Алексић             | Аца               |
| Јелена Жигон             | Весна             |
| Велимир Бата Живојиновић | Лале              |
| Цаци Чолић               | Цаци              |
| Мића Чолић               | Мирче             |
| Јелена Ђорђевић          | Јелкица           |
| Јовица Поповић           | Јовица            |
| Павле Минчић             | војник            |
| Ружица Вељовић           | сељанка           |
| Вера Стефановић          | Францускиња       |
| Мира Динуловић           | Мирина колегиница |
| Деса Берић               | Комшиница 2       |
| Душан Кандић             | Комшија 2         |
| Мирко Даутовић           | Комшија 3         |